# Philipp Oswald
Philipp Oswald (ur. 23 stycznia 1986 w Feldkirch) – austriacki tenisista, reprezentant kraju w Pucharze Davisa.

## Kariera tenisowa
Karierę zawodową Oswald rozpoczął w 2005 roku.
W grze podwójnej wygrał jedenaście turniejów rangi ATP Tour z dwudziestu jeden rozegranych finałów.
We wrześniu 2014 zadebiutował w Pucharze Davisa.
W rankingu gry pojedynczej Oswald najwyżej był na 206. miejscu (7 grudnia 2009), a w klasyfikacji gry podwójnej na 31. pozycji (21 czerwca 2021).

### Finały w turniejach ATP Tour
| Legenda                                      |
| -------------------------------------------- |
| Wielki Szlem                                 |
| Igrzyska olimpijskie                         |
| Tennis Masters Cup / ATP Finals              |
| ATP Masters Series / ATP Tour Masters 1000   |
| ATP International Series Gold / ATP Tour 500 |
| ATP International Series / ATP Tour 250      |

#### Gra podwójna (11–10)
| Końcowy wynik | Nr  | Data                 | Turniej        | Nawierzchnia   | Partner                | Przeciwnicy                        | Wynik finału       |
| ------------- | --- | -------------------- | -------------- | -------------- | ---------------------- | ---------------------------------- | ------------------ |
| Zwycięzca     | 1.  | 2 marca 2014         | São Paulo      | Ceglana (hala) | Guillermo García-López | Juan Sebastián Cabal Robert Farah  | 5:7, 6:4, 15–13    |
| Zwycięzca     | 2.  | 24 maja 2014         | Nicea          | Ceglana        | Martin Kližan          | Rohan Bopanna Aisam-ul-Haq Qureshi | 6:2, 6:0           |
| Finalista     | 1.  | 13 lipca 2014        | Stuttgart      | Ceglana        | Guillermo García-López | Mateusz Kowalczyk Artem Sitak      | 6:2, 1:6, 7–10     |
| Finalista     | 2.  | 9 stycznia 2015      | Ad-Dauha       | Twarda         | Julian Knowle          | Juan Mónaco Rafael Nadal           | 3:6, 4:6           |
| Zwycięzca     | 3.  | 22 lutego 2015       | Rio de Janeiro | Ceglana        | Martin Kližan          | Pablo Andújar Oliver Marach        | 7:6(3), 6:4        |
| Finalista     | 3.  | 7 lutego 2016        | Sofia          | Twarda (hala)  | Adil Shamasdin         | Wesley Koolhof Matwé Middelkoop    | 7:5, 6:7(9), 6–10  |
| Zwycięzca     | 4.  | 12 lutego 2017       | Quito          | Ceglana        | James Cerretani        | Julio Peralta Horacio Zeballos     | 6:3, 2:1 krecz     |
| Zwycięzca     | 5.  | 30 lipca 2017        | Gstaad         | Ceglana        | Oliver Marach          | Jonathan Eysseric Franko Škugor    | 6:3, 4:6, 10–8     |
| Zwycięzca     | 6.  | 22 października 2017 | Moskwa         | Twarda (hala)  | Maks Mirny             | Damir Džumhur Antonio Šančić       | 6:3, 7:5           |
| Finalista     | 4.  | 13 stycznia 2018     | Auckland       | Twarda         | Maks Mirny             | Oliver Marach Mate Pavić           | 4:6, 7:5, 7–10     |
| Zwycięzca     | 7.  | 18 lutego 2018       | Nowy Jork      | Twarda (hala)  | Maks Mirny             | Wesley Koolhof Artem Sitak         | 6:4, 4:6, 10–6     |
| Zwycięzca     | 8.  | 15 kwietnia 2018     | Houston        | Ceglana        | Maks Mirny             | Andre Begemann Antonio Šančić      | 6:7(2), 6:4, 11–9  |
| Finalista     | 5.  | 21 października 2018 | Moskwa         | Twarda (hala)  | Maks Mirny             | Austin Krajicek Rajeev Ram         | 6:7(4), 4:6        |
| Zwycięzca     | 9.  | 21 lipca 2019        | Umag           | Ceglana        | Robin Haase            | Oliver Marach Jürgen Melzer        | 7:5, 6:7(2), 14–12 |
| Finalista     | 6.  | 28 lipca 2019        | Gstaad         | Ceglana        | Filip Polášek          | Sander Gillé Joran Vliegen         | 4:6, 3:6           |
| Zwycięzca     | 10. | 3 sierpnia 2019      | Kitzbühel      | Ceglana        | Filip Polášek          | Sander Gillé Joran Vliegen         | 6:4, 6:4           |
| Finalista     | 7.  | 18 stycznia 2020     | Auckland       | Twarda         | Marcus Daniell         | Luke Bambridge Ben McLachlan       | 6:7(3), 3:6        |
| Zwycięzca     | 11. | 17 października 2020 | Cagliari       | Ceglana        | Marcus Daniell         | Juan Sebastián Cabal Robert Farah  | 6:3, 6:4           |
| Finalista     | 8.  | 12 marca 2021        | Doha           | Twarda         | Marcus Daniell         | Asłan Karacew Andriej Rublow       | 5:7, 4:6           |
| Finalista     | 9.  | 3 października 2021  | Sofia          | Twarda (hala)  | Oliver Marach          | Jonny O’Mara Ken Skupski           | 3:6, 4:6           |
| Finalista     | 10. | 24 lipca 2022        | Gstaad         | Ceglana        | Robin Haase            | Tomislav Brkić Francisco Cabral    | 4:6, 4:6           |